# 吉村酒造
吉村酒造株式会社（よしむらしゅぞう）は京都市伏見区上板橋町に本社を置く会社である。現在、清酒製造販売は行っていない。

## 会社概要
- 本社：京都市伏見区上板橋町500番地1
- 屋号：松葉屋（まつばや）
- 代表者：吉村正裕

## 吉村家
- 蔵元の吉村家は、江戸時代に伏見城廃城にたずさわり、明治時代まで伏見廻八箇村の堀内村』（現在の桃山御陵）で庄屋を務めていた吉村家勘兵衛家の分家。

- 本家の「吉村勘兵衛家」や 同じく分家の「冥加屋吉村家」と区別するために「松葉屋吉村家」を名乗っている。

### 系譜
- 源兵衛（初代）は、野菜商、源之助（2代）は水車精米業、源三郎（3代）は旧陸軍第16師団の御用商、陸運業を皮切りに酒造業に進出した。

```
　　　　　　　　　　　　　　　　　　　　
　　　　　　　　　　
　　　　　　　
吉村勘兵衛━━┏━（総本家・吉村勘兵衛家）
　　　　　　　┃
　　　　　　　┣━（冥加屋吉村家）
　　　　　　　┃
　　　　　　　┗━（松葉屋吉村家）源兵衛（三右衛門）━ 源之助 ━ 源三郎 ━ 源太郎 ━ 源一郎 ━ 正裕

```

- 3代目吉村源三郎は、紀伊郡議会議員、伏見町議会議員、伏見市議会議員（憲政会・立憲民政党）を歴任した。

- 4代目吉村源太郎は、戦時企業整備令によって廃業・休業した全国の酒造会社の清酒製造免許復活許可を求める全国組織「酒造業 復活期成同盟」の代表を務め、1947年連合国軍最高司令官総司令部（GHQ）に直訴。直訴の翌日、GHQ民生局によって清酒製造免許の条件付復活許可が日本政府に通達された。

- 5代目吉村源一郎は、日本酒業界では全国に先駆けて全製品のサリチル酸無添加化を実現。清酒中のカルバミン酸エチル削減に効果的とされる急速冷却装置を開発した。また、伏見酒造組合 原料委員長として京都産・酒米「祝」復活の中心的な役割を担った。

## 過去に製造販売していた商品・銘柄
- 太白（たいはく）
- 風鶴（ふうづる）
- 夢千代日記（ゆめちよにっき）
- 四季乃誉（しきのほまれ）
- 誉輝（ようき）
- 在此一戦（このいっせんにあり）
- 日本海海戦（にほんかいかいせん）
- 日々是好日（ひびこれこうじつ）
- 百萬弗（ひゃくまんどる）

※「百萬弗」については、2006年より業務提携先の キンシ正宗株式会社（京都市）が製造・販売している。

## 沿革

### 安土桃山時代〜江戸時代
- 1607年 －松平定勝の家臣、吉村勘兵衛(1世)が、遠州掛川（現在の掛川市）より伏見に移住。
- 1623年 －伏見城の廃城跡に「堀内村」を創設。伏見奉行支配の庄屋を務める
- 1850年 －総本家より分家し、堀内村・江戸町にて屋号「松葉屋」で京野菜の販売を始める。

### 明治時代
- 1896年 – 明治天皇崩御後に、所領を宮内省に寄進・売却。伏見区津知橋に本拠地を移転。
- 1896年〜 水車精米業、運送業など主に大日本帝国陸軍第16師団司令部の御用商として発展。

### 大正時代
- 1917年 – 酒造業を開始。伏見区御駕籠町の酒蔵を借り、清酒「誉輝」「四季の誉」の醸造を開始。
- 1920年 – 伏見区上板橋町に酒蔵（本社蔵）を建設。水車精米業から撤退。

### 戦中・戦後
- 1935年 – 3代目・吉村源三郎が死去。4代目・吉村源太郎が代表に就任。
- 1944年 －第二次世界大戦の戦時国策による「戦時企業整備令」に基づき休業。
- 1945年 －酒蔵が大日本帝国陸軍の食料倉庫として活用される。
- 1947年 －GHQへの直訴によって復活。代表銘柄を「百萬弗」に改める。
- 1950年 －中泉(株)（現：三菱食品）との特約契約により「百萬弗」の主要販売先を群馬県に定める。

### 昭和後期
- 1956年 – 吉村酒造株式会社に改組
- 1967年 – 特級酒、1級酒の防腐剤（サリチル酸）無添加」を実施。
- 1968年 – 2級酒のサリチル酸無添加を実施。（全国に先駆けて全製品のサリチル酸無添加を完了）
- 1969年 – 清酒のサリチル酸問題が勃発。
- 1971年 – 伏見第二工場（治部蔵）を建設。
- 1972年 – 「百萬弗」の販売量が1万石を突破。
- 1984年 - 大学の研究機関と共同で、清酒中のカルバミン酸エチルに関する研究及び削減方法の研究を開始。清酒中からの抽出実験に成功。
- 1986年 - 清酒製造過程でのカルバミン酸エチル削減法として急速冷却方式の実験施設完成。製造現場で実証を開始。
- 1989年 – 4代目・吉村源太郎が会長に就任。5代目・吉村源一郎が社長に就任。

### 平成〜
- 2000年 – 兵庫県浜坂町に酒蔵（但馬蔵）を建設し、本拠地を移転。清酒「風鶴」の販売を開始。
- 2001年 – 6代目 吉村正裕が社長に就任。
- 2005年 －清酒の製造販売事業を終了
- 2014年 - 6代目 吉村正裕が会長に就任。

## 被災地支援
阪神・淡路大震災の被災地に地下水を積んだタンクローリーを派遣するとともに、被災した灘の酒造メーカーの瓶詰を受託した。

## 受賞歴
- 1992年　大阪国税局新酒鑑評会　「金賞」受賞
- 1993年　大阪国税局新酒鑑評会　「金賞」受賞
- 1993年　全国新酒鑑評会　「金賞」受賞
- 1994年　大阪国税局新酒鑑評会　「金賞」受賞
- 1994年　全国新酒鑑評会　「金賞」受賞
- 1995年　大阪国税局新酒鑑評会　「金賞」受賞
- 1995年　全国新酒鑑評会　「金賞」受賞
- 1996年　モンドセレクション　「金賞」受賞
- 1997年　大阪国税局新酒鑑評会　「金賞」受賞
- 1997年　全国新酒鑑評会　「金賞」受賞
- 1997年　モンドセレクション　「金賞」受賞
- 1998年　全国新酒鑑評会　「金賞」受賞
- 1998年　モンドセレクション　「金賞」受賞
- 1998年　モンドセレクション　「国際優秀品質賞」受賞
- 1999年　モンドセレクション　「金賞」受賞
- 2000年　モンドセレクション　「金賞」受賞
- 2001年　モンドセレクション　「金賞」受賞
- 2001年　モンドセレクション　「国際優秀品質賞」受賞

※1996年の大阪国税局新酒鑑評会は阪神・淡路大震災のため中止し、1997年を最後に終了したため、実質は6回連続金賞受賞した事になる。
※2002年より「吉村酒造は今後、全ての品評会に出品しない」と表明。

## CM
1970年代に群馬県のローカルTV番組に舞妓をモデルにした「伏見の清酒 百萬弗」のCMを放映していた。舞妓が販促キャンペーンのために高崎に到着すると、「舞妓を見物するために大渋滞がおこった」という話は、今でも地域の人々の語り草になっている。

## その他
1970年代〜1980年代まで群馬県の国鉄前橋駅前や、高崎市のビルの屋上に横長のネオンサインを設置していた（高崎のネオンサインは1990年代まで上越新幹線の車窓から見ることができた）。

## 関連会社
- 株式会社サイバーアシスト

- 株式会社ハイフィット